# Olivia Molina (cantante)
Olivia Molina (Copenaghen, 3 gennaio 1946) è una cantante tedesca con cittadinanza messicana.

## Biografia
Nata a Copenaghen, Olivia Molina è cresciuta in Messico. Sua madre era una ballerina tedesca, nata a Flensburgo, suo padre un musicista e bandleader, nato a San Cristóbal de Las Casas, Chiapas, in Messico. Olivia Molina ha iniziato la sua carriera come cantante ad Acapulco, in Messico, all'età di quattordici anni. Quando era ancora a scuola ha ottenuto il suo primo successo in canzoni famose di Paul Anka, Ricky Nelson e Brenda Lee. Olivia Molina ha cantato in club e hotel e ha ricevuto il suo primo contratto discografico dalla casa discografica Peerless di Città del Messico quando era ancora adolescente.
Nel 1966 si trasferì in Germania, prese lezioni di recitazione e registrò in tedesco intorno al 1970. Il suo primo grande successo è stata la registrazione del successo dei Beatles Let It Be in tedesco con il titolo Aber wie. Di conseguenza diventò famosa nei paesi di lingua tedesca ed ebbe alcuni piccoli successi come risultato.
Nel 1972 ha preso parte alla selezione preliminare tedesca per il Grand Prix Eurovision de la Chanson. Il suo contributo Die größte Manege der Welt arrivò al decimo posto su dodici partecipanti. Nel 1973 vinse il concorso tedesco Schlager con il titolo Das Lied. Infine, nel 1974, seguì il suo successo più commerciale, la canzone della Deutsche Fernsehlotterie Der Weg zum Glück ist frei. Il 1976 con l'album All meine Jahreszeiten (Tutte le mie stagioni) seguì un allontanamento dal business di successo. La maggior parte dei testi contenuti furono scritti da André Heller. C'è anche una poesia musicata da Rainer Maria Rilke. José Feliciano si può anche ascoltare alla chitarra in due canzoni.
Alla fine degli anni '70 si ritirò definitivamente dal business hit e pop e si dedicò al tango. Da allora è stata meglio conosciuta come cantante di folklore latinoamericano e di musica natalizia. Nel 1987 fonda a Bonn l'associazione "Patenschaft Kinder Latinamerikas - Olivia Molina e.V.", di cui diventa presidente.
Nel 2011 ha celebrato il suo 50º anniversario sul palco come parte del suo tour regolare "Olivia Molina - Gala di Natale"

## Discografia

### Album
- 1973: Meine Lieder
- 1974: Song Book
- 1974: So oder so
- 1974: La bamba
- 1974: Ihre grossen Erfolge
- 1975: Live!
- 1976: All meine Jahreszeiten
- 1977: Konzert
- 1978: Frische Spuren
- 1979: Viva
- 1986: Feliz Navidad
- 1987: Mariachi
- 1988: El Tango Argentino
- 1988: Nochebuena
- 1990: Sinceramente
- 1991: Olivia Molina
- 1993: Latin Latin Latin
- 1994: Misa Latinoamericana
- 1994: El Tango
- 1995: Aleluya
- 1997: El Nacimiento
- 1998: Nach all den Jahren
- 1999: Porque te amo
- 1999: Las Posadas
- 2001: Jazz Jazz Jazz
- 2002: La Jornada
- 2002: Navidad en mi tierra
- Libertad

### Singoli
- 1970: Aber wie (Let It Be) 1970
- 1970: Wo und wann 1970
- 1971: So ist Mexiko 1971
- 1973: Das Lied 1973
- 1974: Der Weg zum Glück ist frei 1974
- 1975: Heute Si, morgen No 1975
- 1976: Du, du, du 1976
- 1977: Hard Rock Cafe (deutsche Originalaufnahme) 1977